# 佐賀村 (茨城県)
佐賀村（さがむら）は茨城県新治郡にかつて存在した村である。

## 地理
- 現在のかすみがうら市の南東部、旧霞ヶ浦町の東部に位置する。
- 村は霞ヶ浦の北岸に位置している。

## 歴史

### 村名の由来
古代の郷名より。

### 村域の変遷
- 1889年（明治22年）4月1日 - 町村制の施行により、坂村、田伏村が合併して発足。
- 1955年（昭和30年）2月11日 - 下大津村・美並村・牛渡村・安飾村・志士庫村・佐賀村の6村が合併し、新治郡出島村が発足。佐賀村廃止。

変遷表
| 1868年 以前 | 1868年 以前 | 明治22年 4月1日 | 昭和30年 2月11日 | 平成9年 4月1日      | 平成17年 3月28日 | 現在           |
| ----------- | ----------- | --------------- | ---------------- | ------------------- | ---------------- | -------------- |
|             | 田伏村      | 佐賀村          | 出島村           | 霞ヶ浦町に 町名変更 | かすみがうら市   | かすみがうら市 |
|             | 坂村        | 佐賀村          | 出島村           | 霞ヶ浦町に 町名変更 | かすみがうら市   | かすみがうら市 |

## 大字
- 田伏（たぶせ）
- 坂（さか）

## 人口・世帯

### 人口
総数 [単位： 人]
| 1891年（明治24年） | 2,437 |
| 1920年（大正 9年） | 3,964 |

### 世帯
総数 [単位： 世帯]
| 1920年（大正 9年） | 607 |